# Hexatoma (Parahexatoma) luteipennis
Hexatoma (Parahexatoma) luteipennis is een tweevleugelige uit de familie steltmuggen (Limoniidae). De soort komt voor in het Afrotropisch gebied.